# İncesu (Kayseri)
İncesu ist eine Stadtgemeinde (Belediye) im gleichnamigen Ilçe (Landkreis) der Provinz Kayseri in der türkischen Region Zentralanatolien und gleichzeitig ein Stadtbezirk der 1988 gebildeten Büyükşehir belediyesi Kayseri (Großstadtgemeinde/Metropolprovinz). Seit der Gebietsreform 2013 ist die Gemeinde flächen- und einwohnermäßig identisch mit dem Landkreis.
İncesu liegt etwa 30 Kilometer südwestlich der Provinzhauptstadt Kayseri. Die im Stadtlogo manifestierte Jahreszahl (1876) dürfte ein Hinweis auf das Jahr der Erhebung zur Stadtgemeinde (Belediye) sein.
Der Landkreis liegt im Westen der Provinz. Er grenzt im Norden an Kocasinan, im Osten an Melikgazi und Hacılar, im Südosten an Develi, im Süden an Yeşilhisar und im Westen an die Provinz Nevşehir. Durch die Stadt und den Landkreis verläuft in Nord-Süd-Richtung die Fernstraße D 805 von Kayseri nach Ulukışla. Acht Kilometer nördlich der Stadt trifft sie auf die D 300, die nach Westen über Konya bis an die Küste bei Izmir führt. Parallel zur D 805 verläuft die Eisenbahnstrecke von Kayseri über Niğde nach Ulukışla, die einen Haltepunkt in İncesu hat. Der Landkreis liegt am nördlichen Ende des Bergzuges Hodul Dağı. Im Nordwesten folgt die Grenze zu Kocasinan etwa dem Fluss Kızılırmak. Im Süden liegt der zeitweise ausgetrocknete See Çöl Gölü, weitere, wesentlich kleinere Seen sind der Sarı Göl im Südosten und der İncesu Barajı westlich der Kreisstadt. In letzterem wird der Kışla Deresi aufgestaut, der im Bogen durch den Landkreis fließt und im Norden in den Kızılırmak mündet.
Zu Beginn des 20. Jahrhunderts war İncesu teils noch von Griechen (Rum) bevölkert. In İncesu liegt die osmanische Karamustafapaşa-Karawanserei, die 1660 von Kara Mustafa Pascha erbaut wurde.
Der Landkreis existierte schon bei der Gründung der Türkischen Republik 1923 und hatte zur Volkszählung 1927 17.453 Einwohner (auf 1.000 km² in 26 Dörfern), wobei 4.115 Einwohner auf den gleichnamigen Verwaltungssitz entfielen.
(Bis) Ende 2012 bestand der Landkreis aus der Kreisstadt und acht Dörfern (Köy), die während der Verwaltungsreform 2013 in Mahalle (Stadtviertel/Ortsteile) überführt wurden. Die Mahalle der Kreisstadt blieben erhalten. Durch Herabstufung der Dörfer zu Mahalle stieg deren Zahl auf 31 an. Ihnen steht jeweils ein Muhtar als oberster Beamter vor. 
Ende 2020 lebten durchschnittlich 952 Menschen in jedem Mahalle, 2.493 Einw. im bevölkerungsreichsten (Bahçelievler Mah.).

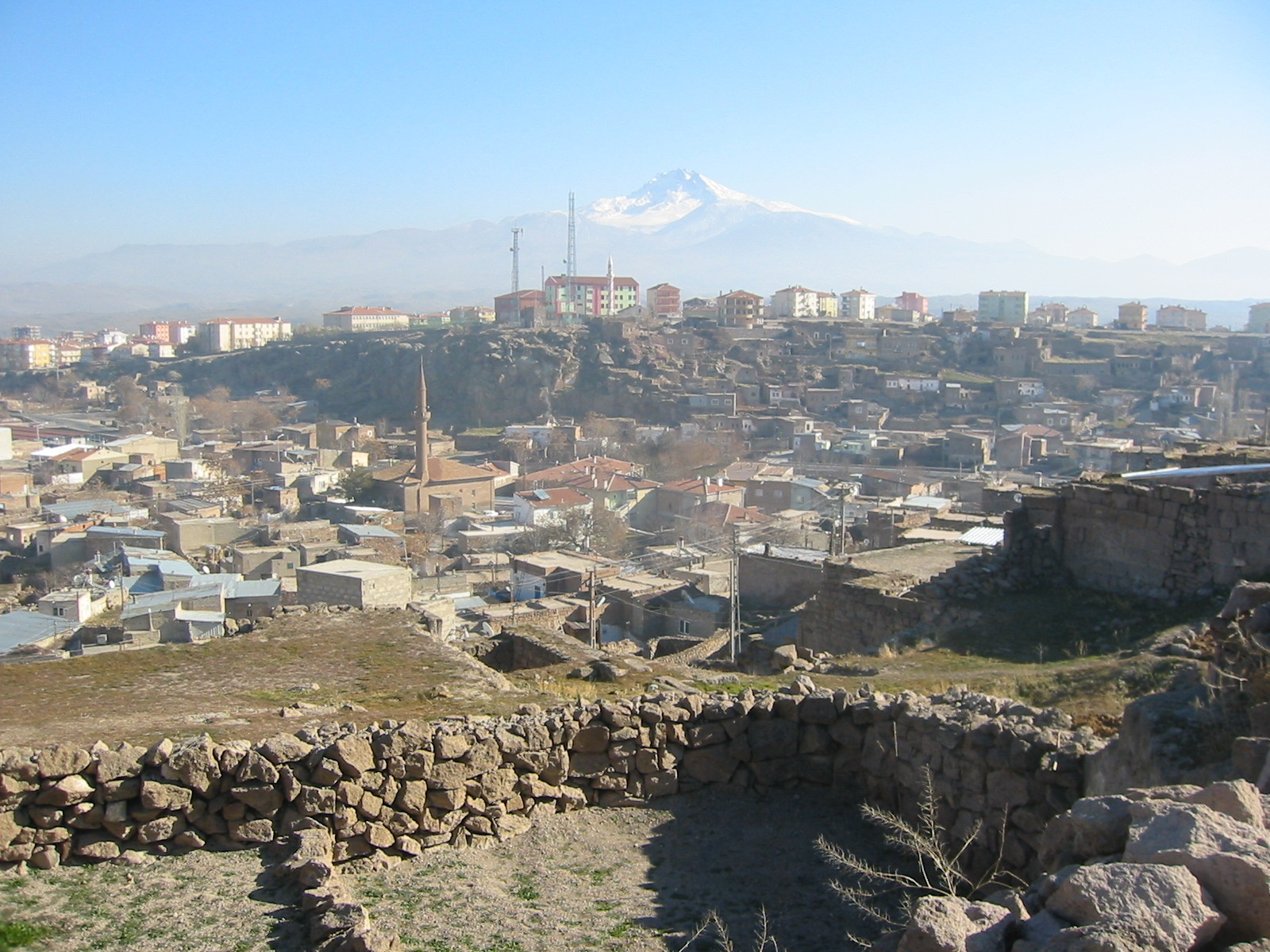
İncesu von Westen, im Hintergrund der Erciyes Dağı